# Вероніка Єсіпович
Вероніка Єсіпович (10 квітня 1996) — білоруська синхронна плавчиня.
Учасниця Олімпійських Ігор 2016 року, де разом з Іриною Лиманівською посіла 21-ше місце в змаганнях дуетів.